# リーズ音楽祭
リーズ音楽祭（Leeds Festival）は、イギリスのウェスト・ヨークシャー州リーズで1858年から1985年まで定期的に開催されていた音楽祭である。
1858年、ヴィクトリア女王によるリーズ・タウン・ホールの開館を祝して開催され、初日はメンデルスゾーンの《エリヤ》で幕を開けた。第2回目は1874年に開催され、それ以降1970年まで3年毎に開催されてきたが、1985年が最後の音楽祭となった。
臨時編成のリーズ音楽祭合唱団は1976年に自主運営団体として独立し演奏・録音活動を行っている。

## リーズ音楽祭によって委嘱もしくは初演された主な楽曲
- ウィリアム・スタンデール・ベネット：カンタータ《五月の女王》（1858年）
- アーサー・サリヴァン：カンタータ《黄金伝説》（1886年）
- アントニン・ドヴォルザーク：オラトリオ《聖ルドミラ》（1886年）
- エドワード・エルガー：カンタータ《カラクタクス》（1898年）
- レイフ・ヴォーン・ウィリアムズ：《未知なる世界へ》（1907年）
- レイフ・ヴォーン・ウィリアムズ：《海の交響曲》（1910年）
- チャールズ・ヴィリアーズ・スタンフォード：《艦隊の歌》（1910年）
- エドワード・エルガー：交響的習作《フォルスタッフ》（1913年）
- ヒューバート・パリー／エドワード・エルガー編：合唱曲《イェルサレム》（1922年）
- グスターヴ・ホルスト：《死への頌歌》（1922年）
- グスターヴ・ホルスト：《合唱交響曲》（1925年）
- ウィリアム・ウォルトン：カンタータ《ベルシャザールの饗宴》（1931年）
- エリック・フォッグ：《四季》（1931年）
- ジョージ・ダイソン：《鍛冶屋たち》（1934年）
- ウィリアム・ウォルトン：カンタータ《ロンドン市の栄誉を称えて》（1937年）
- ベンジャミン・ブリテン：《夜想曲》（1958年）
- ピーター・ラシーン・フリッカー：オラトリオ《審判の幻想》（1958年）
- アレクサンダー・ゲール：カンタータ《サッターの黄金》（1961年）
- リチャード・ロドニー・ベネット：《エピタラミオン》（1967年）